# BanG Dream! It's MyGO!!!!!
《BanG Dream! It's MyGO!!!!!》는 부시로드의 미디어 믹스 프로젝트 《BanG Dream!》을 원작으로 한 텔레비전 애니메이션 중 하나다. 2023년 6월부터 9월까지 TOKYO MX 등에서 방송되었다. 또한 본작의 재편집 극장판인 극장판 《BanG Dream! It's MyGO!!!!!》의 전편 '봄의 양지, 방황하는 고양이'가 2024년 9월 27일에, 후편 '노래하자, 우리가 될 수 있는 노래 & FILM LIVE'가 같은 해 11월 8일에 전국의 극장에서 공개되었다.
《BanG Dream!》에 등장하는 밴드 MyGO!!!!!를 주인공으로 하는 본작은, 지금까지 텔레비전 애니메이션판 《BanG Dream!》 등의 청춘 밴드물로 그려져 온 '반짝반짝 두근두근'과는 동떨어진, 우울한 청춘이 그려지면서도, 시청자의 공감과 반향을 불러, 우울한 애니메이션이라고 부르는 사람도 있었다.

## 등장인물
- 타카마츠 토모리(高松 燈) - 요미야 히나
- 나가사키 소요(長崎 そよ) - 코히나타 미카
- 시이나 타키(椎名 立希) - 하야시 코코
- 치하야 아논(千早 愛音) - 타테이시 린
- 카나메 라나(要 楽奈) - 아오키 히나